# Szczawnica Wyżna (gmina)
Szczawnica Wyżna – dawna gmina wiejska istniejąca w latach 1934–1954 w woj. krakowskim (dzisiejsze woj. małopolskie). Siedzibą władz gminy była Szczawnica Wyżna (obecnie część miasta Szczawnicy).
Gmina zbiorowa Szczawnica Wyżna została utworzona 1 sierpnia 1934 w powiecie nowotarskim w woj. krakowskim z dotychczasowych jednostkowych gmin wiejskich: Biała Woda, Czarna Woda, Jaworki, Szlachtowa, Szczawnica Niżna i Szczawnica Wyżna.
Po I wojnie światowej pobliska czechosłowacka wieś Leśnica w Pieninach stała się przedmiotem sporu pomiędzy Polską a Czechosłowacją. Według Kazimierza Łapczyńskiego, wieś "zamieszkałą jest przez ludność polską, ale silnie naciskana słowackim żywiołem". Ostatecznie, w 1938 roku Polska wymogła przyłączenie Leśnica (wraz z niewielkimi fragmentami Lechnicy, Szwabów Niżnych, Szwabów Wyżnych i Golembarku) w swoje granice. 30 czerwca 1939 wieś weszła w skład gminy Szczawnica Wyżna. W 1939 roku, tuż po wybuchu II wojny światowej, Leśnica stała się częścią Republiki Słowackiej,  państwa marionetkowego, całkowicie uzależnionego politycznie i militarnie od III Rzeszy. Po II wojnie światowej Leśnica po raz kolejny stała się przedmiotem sporów międzynarodowych, ale ostatecznie zwrócono ją Czechosłowacji.
Podczas wojny okupanci scalili gromady Szczawnica Niżna i Szczawnica Wyżna w jedną gromadę Szczawnica, co władze polskie usankcjonowały dopiero 15 listopada 1948. Po wojnie jednostka zachowała przynależność administracyjną sprzed wojny i według stanu z dnia 1 lipca 1952 roku gmina składała się z 5 gromad: Biała Woda, Czarna Woda, Jaworki, Szczawnica i Szlachtowa. 16 lipca 1953 zniesiono gromady Biała Woda i Czarna Woda, włączając je do gromady Jaworki.
Gmina została zniesiona 29 września 1954 roku wraz z reformą wprowadzającą gromady w miejsce gmin. Jednostkę przekształcono w gromadę Szczawnica, której 1 stycznia 1958 roku nadano prawa osiedla. 18 lipca 1962 osiedle zmieniono w miasto Szczawnica (w latach 1973–1982 jako Szczawnica-Krościenko), natomiast w 2008 roku Szczawnicę przekształcono w gminę miejsko-wiejską Szczawnica.